# イー (フィンランド)
イー(フィンランド語: Ii、スウェーデン語: Ijo) は、フィンランド北ポフヤンマー県に位置する地方自治体である。オウルンカーリ郡に属する。
フィンランドの中では夏期の別荘地として知られている。また、フィンランドで最も短い地名であり、世界中でも短い地名のひとつに数えられる。イリ＝イー、シモ、ハウキプダス、プダスヤルヴィ、ラヌアの各自治体と隣接している。 2007年にクイヴァニエミを吸収合併した。

## 地名の由来
サーミ語で「夜舟」を意味する、フィンランド語で「夜」を表す「Yö」がなまったものであるなど多数の説が存在する。

## 歴史
イーには1300年代からすでに活発な市場町が形成されていたという。1400年代から1860年代のイーは、周辺の市町村を含めた大イーの中心部であった。1300年代には教会が建設され、1442年には教区が設立された。
フィンランドで3番目に早く設立され、1783年から1885年にかけて稼動し、スカンジナビア最大級の生産高を上げていたニュビュン・ガラス工場がオルハヴァ地区に現存する。

## 地区
アラランタ、アセマンキュラ、ハルットゥラ、イーンハミナ、イッリンサーリ、ヨキキュラ、コニ、クイヴァニエミ、ライタカリ、ルオラ゠アーヴァ、メリライセンペラ、ミュッリュカンガス、ニュビュ、オイヤルヴィ、オヤキュラ（エテラ゠イーナ）、オルハヴァ、パーソンペラ、ポホヨイス゠イー、ソロセンペラ、ヴァトゥンキ、ヴオルノス、ヴァリ゠オルハヴァ、ユリ゠オルハヴァ、ユリランタ、パハカコスキ（包領）

## イベント
- 「IIK!! ―ホラー映画祭」が毎年、ハロウィーン前後(10月末から11月初め)に行われる。2002年から開催されており、期間中は古い長編ホラー映画 (無声映画も含む)の上映や、短編ホラー映画のコンペが行われる。毎年1100人前後の熱狂的なホラーファンが集う。ちなみに「IIK!!」とはフィンランド語の擬音で「ギャーッ!!」の意味。
- 2006年からは「Ii-tunes」という音楽祭も開催されている。
- 2017年8月に放送された日本テレビ系列の番組「世界の果てまで イッテQ!」内の企画で宮川大輔がこの地で行われている材木祭(丸太の上に乗って激流を漕ぐ祭り)に参加した[2]。

## 同名地名
日本にも同じアルファベット綴りの飯井(いい)地区、飯井駅が山口県萩市に存在する。